# Luis Díaz (bokser)
Luis Díaz – panamski bokser, srebrny medalista Igrzysk Ameryki Środkowej i Karaibów z roku 1950.

## Kariera
W marcu 1950 roku zdobył srebrny medal na Igrzyskach Ameryki Środkowej i Karaibów w Gwatemali. W finale zmierzył się z Gwatemalczykiem Carlosem Serrano, przegrywając z nim na punkty.